# أوليفر رايت
أوليفر رايت (بالإنجليزية: Oliver Wright) (12 يونيو 1947 - 28 ديسمبر 2018) هو ملاكم جامايكي.

## روابط خارجية
- أوليفر رايت على موقع بوكس ريك (الإنجليزية) (registration required)
- أوليفر رايت على موقع اللجنة الأولمبية الدولية (الإنجليزية)
- أوليفر رايت على موقع أوليمبيديا (الإنجليزية)